# 1939

## Події
- 10 січня — утворені Запорізька, Кіровоградська і Сумська області УРСР
- 4 березня — німецьким урядом була прийнята постанова, за якою легалізовувалося примусове долучення до роботи єврейського населення Третього Рейху.
- 14 березня — Угорщина розпочала війну проти Карпатської України
- 15 березня — в місті Хуст проголошено незалежність Карпатської України
- 28 березня — генерал Франко захопив Мадрид.
- 23 серпня  — підписаний у Москві договір про ненапад між СРСР та Третім Рейхом (Пакт Молотова — Ріббентропа)
- 1 вересня — вторгненням німецьких військ в Польську республіку розпочалась Друга світова війна
- 3 вересня — Велика Британія і Французька республіка оголосили війну Третьому Рейху
- 5 вересня — США оголосили про свій нейтралітет в європейській війні
- 6 вересня — Третій Рейх окупував Краків у Польській республіці
- 17 вересня — СРСР напав на Польську республіку, Східна Галичина переходить до складу Радянського Союзу
- 22 вересня — у Бересті відбувся спільний радянсько-німецький військовий парад
- 28 вересня — За німецько-радянським договором Польща поділяється між СРСР та Німеччиною
- 26 жовтня — Народні збори Західної України у Львові ухвалили звернутися до Верховної Ради СРСР із проханням включити Східну Галичину і Волинь до складу Української РСР
- 28 жовтня — Італія поставила умову Греції віддати їй стратегічні пункти в Греції, для підтримки нейтралітету у Другій світовій війні. Відповідь дати не пізніше ніж 3 години після цієї вимоги. Грецький прем'єр-міністр відповів що він не в змозі прийняти таке рішення за такий короткий час
- 14 листопада — На позачерговій III-й сесії Верховної Ради УРСР одностайно ухвалили Закон про включення Західної України до складу Української РСР. У зв'язку з цим у складі УРСР з'явилося шість нових областей — Волинська, Дрогобицька (у 1959 р. об'єдналася з Львівською), Львівська, Рівненська, Станіславська (Івано-Франківська) і Тернопільська, їх загальна територія становила 88 тис. км², на якій проживали 8 млн осіб, з них 7,5 млн українців.
- 20 листопада — Німецькій поліції наказано арештовувати всіх циган і посилати до концтаборів
- 21 листопада — В Киргизькій РСР утворена Ошська область;
- 26 листопада — У Львові на стадіоні «Поґоні» Динамо (Київ) зіграло зі збірною Львова[1]
- 30 листопада — СРСР напав на Фінляндію, почалася Радянсько-фінська війна.
- Тибетська експедиція Третього Рейху

## Народились
Дивись також Категорія:Народились 1939
- 1 січня — Мішель Мерсьє, французька кіноактриса.
- 3 січня — Боббі Халл, канадський хокеїст.
- 6 січня — Лобановський Валерій Васильович, український футболіст, тренер.
- 9 січня - Сюзанна Йорк, англійська акторка театру, кіно та телебачення, письменниця.
- 17 січня — Архієпископ Афінський і всієї Еллади Христодул, предстоятель Елладської православної церкви у 1998—2008.
- 18 січня — Мирослав Вантух, український хореограф, художній керівник заслуженого ансамблю танцю України ім. П.Вірського.
- 24 січня — Лобода Борис Іванович, диктор, артист розмовного жанру, заслужений артист України.
- 31 січня — Пороховщиков Олександр Шалвович, російський кіноактор.
- 1 лютого — Максимова Катерина Сергіївна, російська балерина.
- 3 лютого - Майкл Чіміно, американський кінорежисер, сценарист та продюсер.
- 5 лютого — Ібрагімбеков Рустам, азербайджанський письменник, кіносценарист.
- 8 лютого — Колесник Раїса Самсонівна, українська оперна співачка.
- 12 лютого - Рей Манзарек, американський музикант, продюсер.
- 17 березня - Джованні Трапаттоні, колишній італійський футболіст, півзахисник.
- 20 березня — Браян Малруні, канадський політичний діяч.
- 31 березня — Римар Петро Олексійович, український архітектор, член Національної спілки архітекторів України, член International Council on Monuments and Sites (ICOMOS) (Міжнародної ради з питань пам'яток і визначних місць), член Українського національного комітету ICOMOS, член Українського товариства охорони пам'яток історії та культури (УТОПІК).
- 2 квітня — Гаврилюк Іван Михайлович, художник-графік, ілюстратор, живописець. Член НСХУ.
- 2 квітня — Марвін Гей-молодший, американський співак.
- 7 квітня — Френсіс Форд Коппола, американський сценарист, продюсер, кінорежисер.
- 13 квітня — Пол Сорвіно, актор.
- 16 квітня - Дасті Спрингфілд, англійська співачка.
- 26 квітня — Дворжецький Владислав Вацлавович, російський кіноактор.
- 5 травня — Володимир Карабут, український філософ, поет, вчитель і викладач.
- 7 травня - Рууд Любберс, нідерландський політик.
- 13 травня — Харві Кейтель, американський кіноактор.
- 20 травня — Роман Карцев, естрадний актор.
- 30 травня — Майкл Поллард, актор.
- 31 травня — Сергій Герасимчук, — український художник-графік.
- 8 червня — Берні Кейсі, актор.
- 17 червня — Кшиштоф Зануссі, польський кінорежисер.
- 19 червня - Джон Ф. Мак-Артур, американський пастор і письменник.
- 30 червня — Яніс Петерс, латиський поет.
- 2 липня — Пол Вільямс, співак.
- 5 липня — Морозенко Павло Семенович, радянський актор театру і кіно.
- 6 травня — Юрій Ґамота, фізик академік.
- 11 липня — Борис Нечерда, — український поет.
- 14 липня — Карел Готт, чеський співак.
- 15 липня — Мовчан Павло Михайлович, український поет, кінодраматург, перекладач, політик.
- 17 липня — Кшиштоф Зануссі, польський кінорежисер.
- 19 липня — Леонід Деркач.
- 26 липня - Джон Говард, 25-й Прем'єр-міністр Австралії.
- 30 липня — Пітер Богданович, американський кінорежисер.
- 2 серпня — Вес Крейвен, американський кінорежисер.
- 2 серпня — Едвард Паттен, співак.
- 6 серпня — Іванов Анатолій Євгенович, український кінорежисер i сценарист.
- 9 серпня — Романо Проді, голова Європейської Комісії.
- 11 серпня — Кашпіровський Анатолій Михайлович, український лікар-психотерапевт-містифікатор.
- 28 серпня — Івашов Володимир Сергійович, російський кіноактор.
- 29 серпня — Вільям Фрідкін, американський кінорежисер.
- 29 серпня — Джоель Шумахер, американський кінорежисер.
- 17 вересня — Меньшов Володимир Валентинович, російський актор, режисер.
- 22 вересня — Табеї Дзюнко, японська альпіністка.
- 3 жовтня — Каневський Віктор Ізраїльович, український футболіст.
- 8 жовтня — Пол Гоґан, австралійський актор.
- 18 жовтня — Лі Гарві Освальд, убивця президента США Джона Кеннеді.
- 22 жовтня - Жоакім Чіссано, другий президент Мозамбіку.
- 24 жовтня — Мюррей Абрахам, американський актор.
- 27 жовтня - Джон Кліз, англійський актор, комік.
- 27 листопада — Польських Галина Олександрівна, російська кіноактриса.
- 4 грудня — Явоненко Олександр Федотович, український біолог, педагог, член-кореспондент АПН України з 1994.
- 16 грудня — Лів Ульман, норвезька кіноактриса.
- 26 грудня — Тіна Тернер американська співачка.
- 27 грудня — Віторган Еммануїл Гедеонович, російський кіноактор.

## Померли
Дивись також Категорія:Померли 1939
- 19 січня — у радянському концтаборі загинув український поет і літературознавець Михайло Драй-Хмара.
- 3 травня — Ауверс Карл, німецький хімік (* 1863).

## Нобелівська премія
- з фізики: Ернест Лоуренс — «за винахід і створення циклотрона, за досягнуті за його допомогою результати, особливо за отримання штучних радіоактивних елементів»
- з хімії: Адольф Бутенандт — «за роботи по статевих гормонах», Леопольд Ружичка — «за роботи по поліметиленах і вищих терпенах»
- з медицини та фізіології: Герхард Домагк — «за відкриття антибактеріального ефекту пронтозілу»
- з літератури: Франс Ееміль Сіланпяя — «за його глибоке розуміння селян своєї країни і вишукане мистецтво, з яким він зображував їх спосіб життя і їх зв'язок з природою»
- премія миру: не присуджували.